# Ernst Friedrich von Ebersberg
Ernst Friedrich von Ebersberg; auch Ernst Friedrich von Ebersberg genannt von Weyhers und Ernst Friedrich von Ebersberg genannt von Weyhers und Leyen (* 1687; † 1762) war Kurmainzer Kämmerer und Oberst. Nach seiner Heirat entwickelte er eine umfassende Bautätigkeit in Gersfeld.

## Leben
Ernst Friedrich war Oberst und Kämmerer im Dienste des Kurfürstentums Mainz. Er heiratete die Erbtochter Anna Philipina Amalia von Leyen, Tochter des Freiherrn Johann Eberhard von Leyen und dessen Frau, Isabella Antonetta Freifrau von der Leyen (unterschiedliche Familien!).
Mit dem von seiner Frau ererbten Vermögen und dem Erlös aus dem Verkauf des seit dem Mittelalter in Familienbesitz befindlichen Gerichtsstands Lütter vor der Hard (bestehend aus den Orten Weyhers, Ebersberg mit dem namensgebenden Oberlütter, Lütter und einigen mehr) an das Hochstift Fulda in Höhe von 85.000 Gulden renovierte er die alten Schlösser in Gersfeld und erbaute dort 1740 das Untere Schloss. Durch die Heirat erhielt er 1733 einen Anteil an den Ganerbschaften Bechtolsheim und Mommenheim. Er wurde 1734 unter Hinzufügung des Namens und des Wappens seines Schwiegervaters in den Reichsfreiherrenstand erhoben.
Hugo Joseph Carl von Ebersberg (1724–1755), ein Sohn von Ernst Friedrich, war in den 1740er Jahren zum katholischen Glauben übergetreten, bevor er Isabella von Bibra heiratete. Um diese Zeit konvertierte die gesamte Ebersberger Linie „Gersfeld Unteres Schloss“ einschließlich Ernst Friedrich wieder zur katholischen Kirche, nachdem diese vorher seit Ottheinrich von Ebersberg ungefähr 200 Jahre lang lutherisch gewesen waren. Ernst Friedrich ließ den Gartensaal des unteren Schlosses zur Kapelle ausbauen und in dieser Gottesdienste für seine Familie und deren Angestellten, durch einen Benediktiner aus Fulda abhalten. Ab 1752 übernahm ein fest angestellter Schlosskaplan die seelsorgerische Betreuung der sich langsam vergrößernden katholischen Gemeinde.

## Kinder (unvollständig)
- Hugo Joseph Carl von Ebersberg (1724–1755)
- Maria Anna Rosina von Ebersberg; am 16. April 1743 verheiratet mit Anselm Franz von Ritter zu Groenesteyn († 16. Juli 1743)
- Franz Eberhard Christoph von Ebersberg gen. Weyhers und Leyen